# Pantà de Baserca
El pantà de Baserca, o de Senet, és un embassament que pertany al riu Noguera Ribagorçana, creat per una presa situada entre els municipis de Montanui (antic terme de Bono) i Vilaller, que s'estén pels seus termes municipals, a les comarques de la Ribagorça (Aragó) (o Alta Ribagorça occidental) i a la de l'Alta Ribagorça, respectivament. El termenal entre els dos municipis discorre pel mig del pantà.